# Hermann von Abich

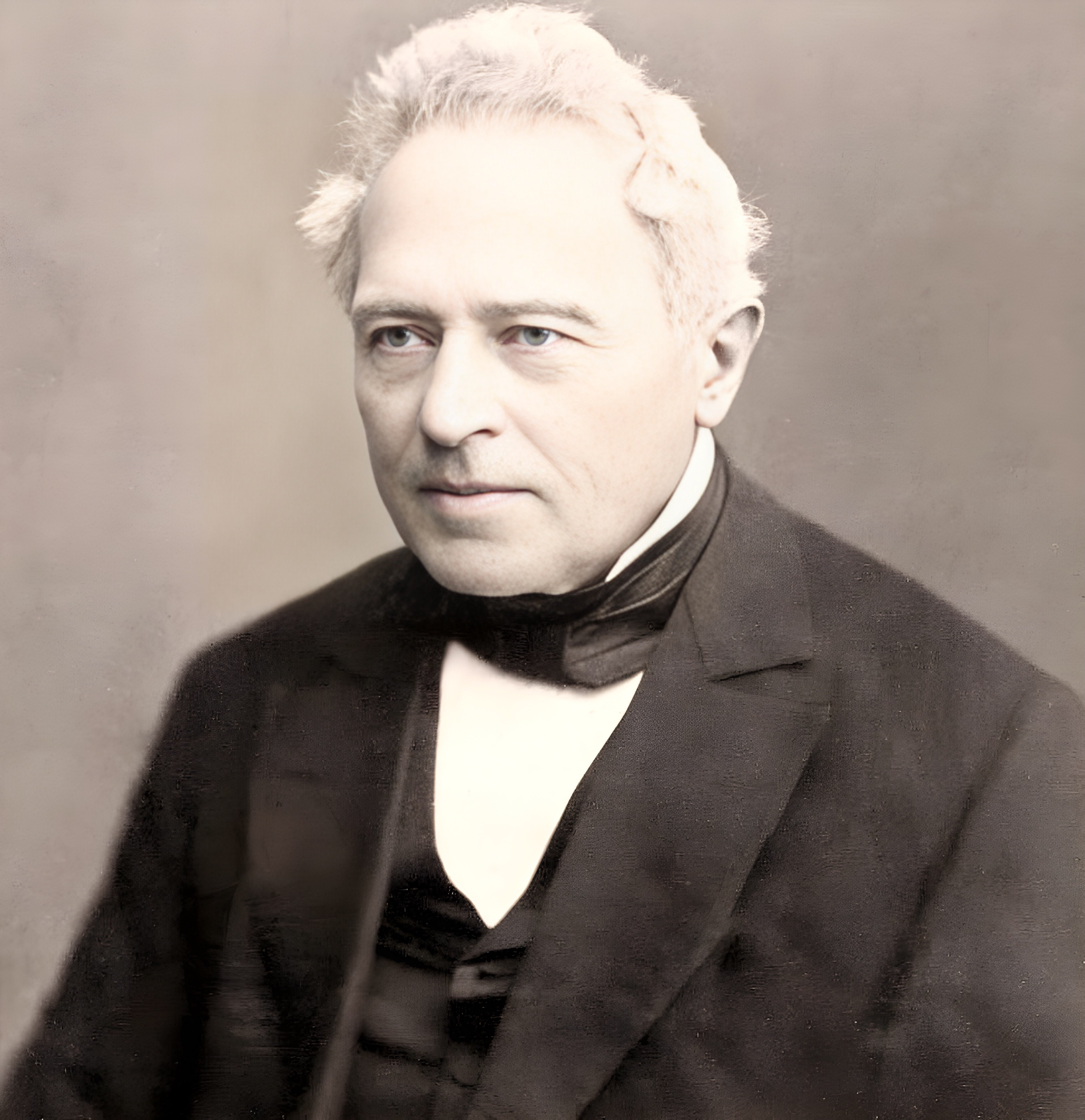
Otto Wilhelm Hermann von Abich

Otto Wilhelm Hermann von Abich (* 11. Dezember 1806 in Berlin; † 1. Juli 1886 in Wien) war ein deutscher Mineraloge, Geologe und Forschungsreisender.

## Leben
Abich war der Sohn des braunschweigischen Bergrats Heinrich Abich und der Tochter des Chemikers Martin Heinrich Klaproth, Johanna Wilhelmine. Vater und Großvater väterlicherseits waren Bergbeamte und Pächter der Saline Schöningen.

## Arbeit und Werk
Erste wissenschaftliche Arbeiten lieferte Abich über den Spinell und andere Minerale. Später untersuchte er Fumarolen, Mineralbildungen an Vulkanen und die Strukturen von Vulkanen. 1842 wurde er zum Professor der Mineralogie der Universität Dorpat ernannt und unternahm zwischen 1850 und 1880 immer wieder Reisen nach Armenien und in den Kaukasus. Im Ergebnis entstand das dreibändige Werk Geologische Forschungen in den kaukasischen Ländern (1878–1887) mit zwei Atlanten, das im Verlag Alfred Hölder in Wien erschien. In der Mitte des 19. Jahrhunderts entdeckte er die Manganerzlagerstätte von Tschiatura in Georgien.
1853 wurde er Mitglied der Sankt Petersburger Akademie der Wissenschaften (seit 1866 war er deren Ehrenmitglied) und 1858 korrespondierendes Mitglied der Preußischen Akademie der Wissenschaften. Der Académie des sciences gehörte er seit 1879 als korrespondierendes Mitglied an. Er war Mitglied der Gesellschaft Deutscher Naturforscher und Ärzte. Seit 1877 lebte er in Wien.
Abich ist Namensgeber für die heute als Synonym des Minerals Klinoklas geltende Bezeichnung Abichit.

## Schriften
- Über die Natronseen auf der Araxesebene, nebst einem Anhange über die dortigen Sodapflanzen. In: Journal für praktische Chemie, Bd. 38 (1846), Ausgabe 1, S. 4–14 (auch in: Bulletin de l’academie imperiale des sciences de St. Petersbourg, physikalisch-mathematische Klasse, 1847. Band 5, Nr. 7/8, Sp. 116–125).
- Einige Notizen über die Orographie von Daghestan. In: Bulletin de l’academie imperiale des sciences de St. Petersbourg, physikalisch-mathematische Klasse, 1848. Band 6, Nr. 15, Sp. 225–236.
- Meteorologische Beobachtungen in Transcaucasien. In: Bulletin de l’academie imperiale des sciences de St. Petersbourg, physikalisch-mathematische Klasse, 1851. Band 9, Nr. 1, 2 und 3.[6]
- Erläuternde Abbildungen geologischer Erscheinungen, beobachtet am Vesuv und Ätna 1833 und 1834. Kuhrsche Buchhandlung, Berlin 1837. (Digitalisat)
- Über die Natur und den Zusammenhang vulkanischer Bildungen. (= Geologische Beobachtungen über die vulkanischen Erscheinungen und Bildungen in Unter- und Mittel-Italien. Bd. 1, 1. Lieferung) Chr. Friedrich Vieweg, Braunschweig 1841.
- Über die geologische Natur des Armenischen Hochlandes. H. Laakmann, Dorpat 1843. (Digitalisat)
- Vergleichende chemische Untersuchungen der Wasser des Caspischen Meeres, Urmia- und Van-See’s. St. Petersburg 1856. (Digitalisat)
- Beiträge zur Paläontologie des asiatischen Rußlands. St. Petersburg 1858. Archive
- Vergleichende geologische Grundzüge der kaukasischen, armenischen und nordpersischen Gebirge. St. Petersburg 1858. Archive
- Über das Steinsalz und seine geologische Stellung im russischen Armenien. St. Petersburg 1857. Archive
- Sur la structure et la géologie du Daghestan. St. Petersburg 1862 (PDF; 2,6 MB).
- Über eine im Kaspischen Meer erschienene Insel, nebst Beiträgen zur Kenntnis der Schlammvulkane der Kaspischen Region. St. Petersburg 1863. Archive
- Ein Blick auf die Halbinseln Kertsch und Taman. In: Jahrbuch der k.-k.geologischen Reichsanstalt, Jg. 14 (1864), 1. Lieferung, S. 116–120. (Digitalisat)
- Einleitende Grundzüge der Geologie der Halbinseln Kertsch und Taman. (= Mémoires de l’Académie Impériale des Sciences de St.-Pétersbourg. Série 7; Bd. 9, Nr. 4). Petersburg 1865 Archive, (PDF; 7,8 MB).
- Geologische Beobachtungen auf Reisen in den Gebirgsländern zwischen Kur und Araxes. St. Petersburg 1867. (Digitalisat)
- Geologische Forschungen in den kaukasischen Ländern. Wien, 1878 Teil 1, 1882 Teil 2. (Digitalisat Teil 1), (Teil 2,1), (Teil 3)
- Adelaide Abich (Hrsg.): Aus Kaukasischen Ländern: Reisebriefe. Band 1: Briefe aus den Jahren 1842–1853 an seine Eltern und Geschwister. Band 2: Briefe aus den Jahren 1859–1874 an seine Frau. Wien 1896.